# Liste der Alben in den Billboard-Charts (1955)
Die Liste der Billboard-Alben (1955) ist eine vollständige Liste der Alben, die sich  im Kalenderjahr 1955 platzieren konnten. Die über das Jahr ermittelten Top 15 setzten sich aus den Verkaufszahlen von 1.400 Vertriebsläden im Gesamtgebiet der Vereinigten Staaten zusammen. Als zusätzliches Ranking wurden die 1954 eingeführten Chartberechnungen für Extended-Play-Produktionen präsentiert. Diese enthielten jedoch wie bereits im Vorjahr nur zu einem kleinen Prozentsatz tatsächliche EP-Platten und wurden primär von den im Hauptranking platzierten Long-Play-Platten dominiert, die zu diesem Zeitpunkt neben ihrer Standardausführung auch als Box mit mehreren EP-Platten auf den Markt gelangten. Das Ranking wurde nur in den Jahren 1954 und 1955 genutzt und mit der Ausgabe vom 26. November 1955 eingestellt; ab 1956 galten für Long-Play-Platten vereinheitlichte Verkaufsdaten, während der normale EP-Markt in die Single-Wertungen integriert wurde. Im Jahr 1955 platzierten sich insgesamt 89 Alben.
Bei der Nutzung der Daten ist zu beachten, dass die Alben-Charts der Jahre 1955 teilweise in inkonsistenten Abständen veröffentlicht wurden, wobei allerdings überwiegend der Zwei-Wochen-Rhythmus beibehalten wurde.

## Tabelle
| Interpret | Titel | Charteinstieg   | Wochen | BP | Genre Stil                                                                       | Info |
| --- | --- | --------------- | ------ | -- | -------------------------------------------------------------------------------- | --- |
| Steve Allen & His Orchestra | Music for Tonight Coral CRL-57 004 | 14.05.1955      | 10     | 7  | Pop                                                                              | |
| Ray Anthony | Golden Horn Capitol T-563 / Capitol ECF-563                                                                                                  | 19.03.1955      | 6      | 10 | Jazz Big Band                                                                    | |
| Ray Anthony | Golden Horn Capitol T-563 / Capitol ECF-563                                                                                                  | 02.04.1955 (EP) | 2      | 11 | Jazz Big Band                                                                    | |
| Louis Armstrong & his All-Stars | Satch Plays Fats: A Tribute to the Immortal Fats Waller by Louis Armstrong & his All-Stars Columbia CL-708                                   | 01.10.1955      | 2      | 10 | Jazz Ragtime, Swing                                                              | |
| Les Baxter & His Orchestra & Chorus | Blue Mirage Capitol EAP 1-599 | 11.06.1955 (EP) | 10     | 14 | Jazz, Pop Space Age                                                              | |
| Robert Russell Bennett with Members of the NBC Symphony Orchestra                                                                       | Victory at Sea – Orchestral Suite from the NBC Television Production RCA Victor LM-1779                                                      | 05.02.1955      | 10     | 11 | Classical, Stage & Screen Soundtrack                                             | Soundtrack zu der NBC-Dokumentationsreihe Victory at Sea (1952–1953) |
| Jay Blackton & His Orchestra & Chorus                                                                                                   | Rodgers & Hammerstein’s Oklahoma – from the Sound Track of the Motion Picture Capitol SAO-595 / Capitol SDM-595                              | 17.09.1955      | 15     | 2  | Stage & Screen Soundtrack                                                        | Soundtrack zu der RKO-Produktion Oklahoma! (1955) von Fred Zinnemann nach dem gleichnamigen Musical von Richard Rodgers und Oscar Hammerstein II. Der Film wurde 1956 für die beste Filmmusik (Musical) von Robert Russell Bennett, Jay Blackton und Adolph Deutsch sowie für den Ton von Fred Hynes mit dem Oscar ausgezeichnet.    |
| Jay Blackton & His Orchestra & Chorus                                                                                                   | Rodgers & Hammerstein’s Oklahoma – from the Sound Track of the Motion Picture Capitol SAO-595 / Capitol SDM-595                              | 17.09.1955 (EP) | 11     | 4  | Stage & Screen Soundtrack                                                        | Soundtrack zu der RKO-Produktion Oklahoma! (1955) von Fred Zinnemann nach dem gleichnamigen Musical von Richard Rodgers und Oscar Hammerstein II. Der Film wurde 1956 für die beste Filmmusik (Musical) von Robert Russell Bennett, Jay Blackton und Adolph Deutsch sowie für den Ton von Fred Hynes mit dem Oscar ausgezeichnet.    |
| Teresa Brewer with Jack Pleis & His Orchestra & Chorus                                                                                  | Especially for You Coral EC-81 115 | 19.03.1955 (EP) | 6      | 10 | Pop Vocal                                                                        | |
| Les Brown & his Band of Renown | Concert at the Palladium Volume 1 Coral CRL-57 000                                                                                           | 19.02.1955      | 2      | 15 | Jazz, Blues Big Band, Swing                                                      | |
| Daws Butler, June Foray, Art Gilmore, Barbara Luddy, Larry Roberts & Bill Thompson, Music by Dave Cavanaugh                             | Walt Disney’s Lady and the Tramp Capitol EAXF-3056                                                                                           | 06.08.1955 (EP) | 4      | 14 | Children’s, Stage & Screen                                                       | |
| June Christy with Pete Rugolo & His Orchestra                                                                                           | Something Cool Capitol H-516 | 08.01.1955      | 10     | 8  | Jazz, Pop Vocal                                                                  | |
| June Christy with Pete Rugolo & His Orchestra                                                                                           | Something Cool Capitol H-516 | 30.04.1955 (EP) | 8      | 8  | Jazz, Pop Vocal                                                                  | |
| Nat King Cole | Nat „King“ Cole Sings Capitol EAP 1-9120 | 01.01.1955 (EP) | 15     | 5  | Jazz                                                                             | |
| Nat King Cole with Nelson Riddle & His Orchestra                                                                                        | Moods in Song Capitol EAP 1-633 | 09.07.1955 (EP) | 17     | 9  | Jazz                                                                             | Enthält Darling, je vous aime beaucoup, If I May, A Blossom Fell und The Sand and the Sea. |
| Nat King Cole, Les Paul & Mary Ford | Today’s Top Hits Vol. 12 Capitol W-9122 | 01.01.1955      | 1      | 14 | Pop Ballad, Vocal                                                                | |
| Perry Como with Mitchell Ayres & His Orchestra & the Ray Charles Singers                                                                | So Smooth RCA Victor LPM-1085 / RCA Victor EPB-1085                                                                                          | 15.10.1955      | 11     | 7  | Jazz Easy Listening                                                              | |
| Perry Como with Mitchell Ayres & His Orchestra & the Ray Charles Singers                                                                | So Smooth RCA Victor LPM-1085 / RCA Victor EPB-1085                                                                                          | 29.10.1955 (EP) | 4      | 10 | Jazz Easy Listening                                                              | |
| Crazy Otto | Crazy Otto Decca DL-8113 | 16.04.1955      | 22     | 1  | Jazz, Pop                                                                        | Hinter Crazy Otto verbirgt sich der deutsche Jazz-Pianist Fritz Schulz-Reichel. |
| Crazy Otto | Crazy Otto, Part 1 Decca ED-2201 | 16.04.1955 (EP) | 24     | 2  | Jazz, Pop                                                                        | EP-Teilauskopplung aus dem Bestseller-Album Crazy Otto mit den Songs Smiles, Glad Rag Doll, In The Mood und My Melancholy Baby. |
| Crazy Otto | Crazy Otto, Part 2 Decca ED-2202 | 30.04.1955 (EP) | 22     | 3  | Jazz, Pop                                                                        | EP-Teilauskopplung aus dem Bestseller-Album Crazy Otto mit den Songs Beautiful Ohio, Paddlin’ Madelin’ Home, S-H-I-N-E und Lights Out. |
| Bing Crosby | Merry Christmas Decca DL-5019 / Decca ED-547                                                                                                 | 01.01.1955      | 3      | 9  | Jazz, Pop Vocal                                                                  | |
| Bing Crosby | Merry Christmas Decca DL-5019 / Decca ED-547                                                                                                 | 01.01.1955 (EP) | 3      | 7  | Jazz, Pop Vocal                                                                  | |
| Bing Crosby feat. Buddy Cole & his Trio                                                                                                 | Bing: A Musical Autobiography Decca DX-151                                                                                                   | 08.01.1955      | 2      | 14 | Pop Vocal                                                                        | 5-teilige Vinyl-Compilation |
| Bing Crosby, Danny Kaye & Peggy Lee with Joseph J. Lilley & His Orchestra & Chorus                                                      | Selections from Irving Berlin’s White Christmas Decca DL-8083 / Decca ED-819                                                                 | 01.01.1955      | 3      | 4  | Folk, World & Country                                                            | |
| Bing Crosby, Danny Kaye & Peggy Lee with Joseph J. Lilley & His Orchestra & Chorus                                                      | Selections from Irving Berlin’s White Christmas Decca DL-8083 / Decca ED-819                                                                 | 01.01.1955 (EP) | 3      | 2  | Folk, World & Country                                                            | |
| The Dave Brubeck Quartet | Brubeck Time Columbia CL-622 / Columbia B-473                                                                                                | 19.03.1955      | 24     | 5  | Jazz Cool Jazz                                                                   | |
| The Dave Brubeck Quartet | Brubeck Time Columbia CL-622 / Columbia B-473                                                                                                | 16.04.1955 (EP) | 6      | 10 | Jazz Cool Jazz                                                                   | |
| The Dave Brubeck Quartet | Dave Brubeck at Storyville: 1954 Columbia CL-590                                                                                             | 05.02.1955      | 6      | 8  | Jazz Cool Jazz                                                                   | |
| The Dave Brubeck Quartet | Jazz Goes to College Columbia CL-566 / Columbia B-435                                                                                        | 08.01.1955      | 10     | 9  | Jazz Bop, Cool Jazz                                                              | |
| The Dave Brubeck Quartet | Jazz Goes to College Columbia CL-566 / Columbia B-435                                                                                        | 22.01.1955 (EP) | 6      | 10 | Jazz Bop, Cool Jazz                                                              | |
| The Dave Brubeck Quartet | Jazz: Red Hot and Cool Columbia CL-699 / Columbia B-699                                                                                      | 12.11.1955      | 3      | 7  | Jazz Cool Jazz                                                                   | |
| The Dave Brubeck Quartet | Jazz: Red Hot and Cool Columbia CL-699 / Columbia B-699                                                                                      | 26.11.1955 (EP) | 1      | 8  | Jazz Cool Jazz                                                                   | |
| Sammy Davis, Jr. | Starring Sammy Davis Jr. Decca DL-8118 / Decca ED-2214                                                                                       | 14.05.1955      | 31     | 1  | Pop Vocal                                                                        | |
| Sammy Davis, Jr. | Starring Sammy Davis Jr. Decca DL-8118 / Decca ED-2214                                                                                       | 14.05.1955 (EP) | 29     | 1  | Pop Vocal                                                                        | |
| Sammy Davis, Jr. with Sy Oliver & His Orchestra & Morton Stevens & His Orchestra                                                        | Just for Lovers Decca DL-8170 / Decca ED-2285                                                                                                | 15.10.1955      | 11     | 5  | Jazz Big Band, Easy Listening                                                    | |
| Sammy Davis, Jr. with Sy Oliver & His Orchestra & Morton Stevens & His Orchestra                                                        | Just for Lovers Decca DL-8170 / Decca ED-2285                                                                                                | 29.10.1955 (EP) | 5      | 11 | Jazz Big Band, Easy Listening                                                    | |
| Doris Day with Percy Faith & His Orchestra                                                                                              | Love Me or Leave Me – from the Sound Track of the MGM Picture Columbia CL-710 / Columbia EPB-540                                             | 25.06.1955      | 27     | 1  | Stage & Screen Soundtrack, Musical                                               | Soundtrack zu der MGM-Produktion Tyrannische Liebe (Nachtclub-Affären, 1955) von Charles Vidor. Der Film wurde 1956 für die beste Filmmusik (Musical) von Percy Faith und George Stoll, den Filmsong I’ll Never Stop Loving You von Nikolaus Brodszky und Sammy Cahn sowie für den Ton von Wesley C. Miller für den Oscar nominiert. |
| Doris Day with Percy Faith & His Orchestra                                                                                              | Love Me or Leave Me – from the Sound Track of the MGM Picture Columbia CL-710 / Columbia EPB-540                                             | 25.06.1955 (EP) | 23     | 1  | Stage & Screen Soundtrack, Musical                                               | Soundtrack zu der MGM-Produktion Tyrannische Liebe (Nachtclub-Affären, 1955) von Charles Vidor. Der Film wurde 1956 für die beste Filmmusik (Musical) von Percy Faith und George Stoll, den Filmsong I’ll Never Stop Loving You von Nikolaus Brodszky und Sammy Cahn sowie für den Ton von Wesley C. Miller für den Oscar nominiert. |
| Doris Day & Frank Sinatra | Songs Selected from the Motion Picture "Young at Heart" Columbia CL-6339 / Columbia B-455                                                    | 05.02.1955      | 2      | 15 | Pop, Stage & Screen Soundtrack                                                   | Soundtrack zu der Warner Bros.-Produktion Man soll nicht mit der Liebe spielen (1954) von Gordon Douglas. |
| Doris Day & Frank Sinatra | Songs Selected from the Motion Picture "Young at Heart" Columbia CL-6339 / Columbia B-455                                                    | 19.02.1955 (EP) | 4      | 12 | Pop, Stage & Screen Soundtrack                                                   | Soundtrack zu der Warner Bros.-Produktion Man soll nicht mit der Liebe spielen (1954) von Gordon Douglas. |
| Lenny Dee | Dee-Lightful! – Hi-Fi Organ Solos with a Beat Decca DL-8114                                                                                  | 09.07.1955      | 8      | 11 | Jazz, Pop Easy Listening                                                         | |
| Les Elgart & His Orchestra | The Dancing Sound Columbia B-514 | 03.09.1955 (EP) | 2      | 15 | Jazz Big Band, Swing                                                             | |
| Percy Faith & His Orchestra | Music of Christmas Columbia CL-588 / Columbia B-1903                                                                                         | 01.01.1955      | 1      | 10 | Classical Religious                                                              | |
| Percy Faith & His Orchestra | Music of Christmas Columbia CL-588 / Columbia B-1903                                                                                         | 01.01.1955 (EP) | 1      | 13 | Classical Religious                                                              | |
| José Ferrer & Helen Traubel with Adolph Deutsch & the MGM Studio Orchestra & Chorus                                                     | Selections from the Perspecta Stereophonic Sound Track of the MGM Film "Deep in My Heart" MGM E-3153 / MGM X-276                             | 22.01.1955      | 16     | 4  | Stage & Screen Soundtrack                                                        | Soundtrack zu der MGM-Produktion Tief in meinem Herzen (1954) von Stanley Donen. |
| José Ferrer & Helen Traubel with Adolph Deutsch & the MGM Studio Orchestra & Chorus                                                     | Selections from the Perspecta Stereophonic Sound Track of the MGM Film "Deep in My Heart" MGM E-3153 / MGM X-276                             | 22.01.1955 (EP) | 18     | 5  | Stage & Screen Soundtrack                                                        | Soundtrack zu der MGM-Produktion Tief in meinem Herzen (1954) von Stanley Donen. |
| Eddie Fisher with Hugo Winterhalter & His Orchestra                                                                                     | I Love You" RCA Victor LPM-1097 / RCA Victor EPB-1097                                                                                        | 30.04.1955      | 10     | 8  | Pop Vocal                                                                        | |
| Eddie Fisher with Hugo Winterhalter & His Orchestra                                                                                     | I Love You" RCA Victor LPM-1097 / RCA Victor EPB-1097                                                                                        | 30.04.1955 (EP) | 14     | 5  | Pop Vocal                                                                        | |
| The Four Freshmen | Voices in Modern Capitol H-522 / Capitol EBF-522                                                                                             | 01.01.1955      | 1      | 15 | Jazz, Pop Vocal                                                                  | |
| The Four Freshmen | Voices in Modern Capitol H-522 / Capitol EBF-522                                                                                             | 01.01.1955 (EP) | 3      | 14 | Jazz, Pop Vocal                                                                  | |
| Judy Garland | A Star is Born – from the Sound Track Columbia BL-1201 / Columbia BA-1201                                                                    | 01.01.1955      | 5      | 6  | Jazz, Stage & Screen Soundtrack, Score, Vocal                                    | Soundtrack zu der Warner Bros.-Produktion Ein neuer Stern am Himmel (1954) von George Cukor. Der Film wurde in den Sparten Beste Filmmusik (Ray Heindorf), Bester Filmsong (The Man that Got Away) von Harold Arlen und Ira Gershwin sowie Judy Garland als beste Hauptdarstellerin für den Oscar nominiert.                         |
| Judy Garland | A Star is Born – from the Sound Track Columbia BL-1201 / Columbia BA-1201                                                                    | 01.01.1955 (EP) | 5      | 7  | Jazz, Stage & Screen Soundtrack, Score, Vocal                                    | Soundtrack zu der Warner Bros.-Produktion Ein neuer Stern am Himmel (1954) von George Cukor. Der Film wurde in den Sparten Beste Filmmusik (Ray Heindorf), Bester Filmsong (The Man that Got Away) von Harold Arlen und Ira Gershwin sowie Judy Garland als beste Hauptdarstellerin für den Oscar nominiert.                         |
| Judy Garland with Jack Catchcart & His Orchestra & Chorus                                                                               | Miss Show Business Capitol W-676 | 29.10.1955      | 9      | 5  | Pop, Stage & Screen Ballad, Vocal, Musical, Big Band                             | |
| Joseph Gershenson & the Universal-International Studio Orchestra                                                                        | The Glenn Miller Story – Music from the Sound Track of the Universal-International Motion Picture Decca DL-5519 / Decca ED-2124              | 22.01.1955      | 2      | 10 | Jazz, Stage & Screen Big Band, Swing, Soundtrack                                 | Soundtrack zu der Universal-International-Produktion Die Glenn Miller Story (1954) von Anthony Mann. Der Film erhielt 1955 für die beste Filmmusik (Musical) von Joseph Gershenson und Henry Mancini eine Oscarnominierung. |
| Joseph Gershenson & the Universal-International Studio Orchestra                                                                        | The Glenn Miller Story – Music from the Sound Track of the Universal-International Motion Picture Decca DL-5519 / Decca ED-2124              | 22.01.1955 (EP) | 4      | 12 | Jazz, Stage & Screen Big Band, Swing, Soundtrack                                 | Soundtrack zu der Universal-International-Produktion Die Glenn Miller Story (1954) von Anthony Mann. Der Film erhielt 1955 für die beste Filmmusik (Musical) von Joseph Gershenson und Henry Mancini eine Oscarnominierung. |
| Jackie Gleason & His Orchestra | Jackie Gleason Plays Romantic Jazz Capitol W-568 / Capitol EBF-568                                                                           | 12.11.1955      | 7      | 2  | Jazz, Pop Easy Listening                                                         | |
| Jackie Gleason & His Orchestra | Jackie Gleason Plays Romantic Jazz Capitol W-568 / Capitol EBF-568                                                                           | 26.11.1955 (EP) | 1      | 6  | Jazz, Pop Easy Listening                                                         | |
| Jackie Gleason & His Orchestra with Bobby Hackett at the Trumpet                                                                        | Music for Lovers Only Capitol H-352 / Capitol EBF-352                                                                                        | 01.01.1955      | 46     | 2  | Jazz Easy Listening                                                              | |
| Jackie Gleason & His Orchestra with Bobby Hackett at the Trumpet                                                                        | Music for Lovers Only Capitol H-352 / Capitol EBF-352                                                                                        | 01.01.1955 (EP) | 48     | 2  | Jazz Easy Listening                                                              | |
| Jackie Gleason & His Orchestra with Bobby Hackett at the Trumpet                                                                        | Music, Martinis and Memories Capitol W-509 / Capitol EAP-509                                                                                 | 01.01.1955      | 41     | 1  | Jazz, Pop Easy Listening, Space Age                                              | |
| Jackie Gleason & His Orchestra with Bobby Hackett at the Trumpet                                                                        | Music, Martinis and Memories Capitol W-509 / Capitol EAP-509                                                                                 | 01.01.1955 (EP) | 37     | 3  | Jazz, Pop Easy Listening, Space Age                                              | |
| Jackie Gleason & His Orchestra with Bobby Hackett at the Trumpet                                                                        | Music to Remember Her Capitol W-570 / Capitol EBF-570                                                                                        | 05.03.1955      | 16     | 5  | Jazz Easy Listening                                                              | |
| Jackie Gleason & His Orchestra with Bobby Hackett at the Trumpet                                                                        | Music to Remember Her Capitol W-570 / Capitol EBF-570                                                                                        | 05.03.1955 (EP) | 12     | 6  | Jazz Easy Listening                                                              | |
| Jackie Gleason & His Orchestra with Bobby Hackett at the Trumpet & Toots Mondello at the Sax                                            | Music to Make You Misty Capitol H-455 / Capitol EBF-455                                                                                      | 22.01.1955      | 4      | 12 | Pop Easy Listening                                                               | |
| Jackie Gleason & His Orchestra with Bobby Hackett at the Trumpet & Toots Mondello at the Sax                                            | Music to Make You Misty Capitol H-455 / Capitol EBF-455                                                                                      | 22.01.1955 (EP) | 4      | 15 | Pop Easy Listening                                                               | |
| Jackie Gleason & His Orchestra with Romeo Penque at the Oboe                                                                            | Lonesome Echo Capitol W-627 / Capitol EAP-627                                                                                                | 25.06.1955      | 27     | 1  | Jazz, Pop Easy Listening                                                         | |
| Jackie Gleason & His Orchestra with Romeo Penque at the Oboe                                                                            | Lonesome Echo Capitol W-627 / Capitol EAP-627                                                                                                | 25.06.1955 (EP) | 23     | 2  | Jazz, Pop Easy Listening                                                         | |
| Benny Goodman, His Orchestra & his Combos                                                                                               | B. G. in Hi-Fi Capitol W-627 / Capitol EAP-565                                                                                               | 19.03.1955      | 16     | 7  | Jazz Big Band, Swing                                                             | |
| Benny Goodman, His Orchestra & his Combos                                                                                               | B. G. in Hi-Fi Capitol W-627 / Capitol EAP-565                                                                                               | 16.04.1955 (EP) | 10     | 11 | Jazz Big Band, Swing                                                             | |
| Bill Haley & his Comets | Shake, Rattle and Roll Decca ED-2168 | 19.02.1955 (EP) | 34     | 5  | Rock Rock ’n’ Roll                                                               | Enthält die Songs Shake, Rattle and Roll, A. B. C. Boogie, Rock Around the Clock und Thirteen Women (and Only One Man in Town). |
| Neal Hefti & His Orchestra | Music of Rudolf Friml X LXA-3021 | 05.02.1955      | 2      | 8  | Jazz, Pop, Stage & Screen Theme, Easy Listening                                  | |
| Ray Heindorf & the Warner Bros. Orchestra with Matty Matlock & his Jazz Band                                                            | Music from Pete Webb’s Mark VII Ltd. Production "Pete Kelly’s Blues" Columbia CL-690 / Columbia B-2103                                       | 03.09.1955      | 6      | 9  | Jazz, Stage & Screen Swing, Dixieland, Soundtrack                                | Soundtrack zu der Warner Bros.-Produktion Es geschah in einer Nacht (1955) von Jack Webb. |
| Ray Heindorf & the Warner Bros. Orchestra with Matty Matlock & his Jazz Band                                                            | Music from Pete Webb’s Mark VII Ltd. Production "Pete Kelly’s Blues" Columbia CL-690 / Columbia B-2103                                       | 03.09.1955 (EP) | 8      | 9  | Jazz, Stage & Screen Swing, Dixieland, Soundtrack                                | Soundtrack zu der Warner Bros.-Produktion Es geschah in einer Nacht (1955) von Jack Webb. |
| Woody Herman & His Orchestra | The 3 Herds Columbia CL-592 | 19.02.1955      | 2      | 11 | Jazz Big Band                                                                    | |
| Harry James & His Orchestra | Harry James in Hi-Fi Capitol W-654 | 12.11.1955      | 2      | 10 | Jazz Swing                                                                       | |
| Joni James with David Terry & His Orchestra                                                                                             | Little Girl Blue MGM X-272 | 02.04.1955 (EP) | 4      | 15 | Jazz, Blues Vocal                                                                | |
| Gene Kelly & Van Johnson with Johnny Green & the MGM Studio Orchestra & Chorus                                                          | Brigadoon – Recorded Directly from the Sound Track of the MGM CinemaScope Film MGM X-263                                                     | 22.01.1955 (EP) | 2      | 14 | Stage & Screen Soundtrack, Musical                                               | Soundtrack zu der MGM-Produktion Brigadoon (1954) von Vincente Minnelli nach dem gleichnamigen Musical (1947) von Alan Jay Lerner und Frederick Loewe. |
| Pete Kelly & his Big Seven | Pete Kelly’s Blues – From The Warner Bros. Film RCA Victor LPM-1126 / RCA Victor EPB-1126                                                    | 03.09.1955      | 17     | 2  | Jazz, Stage & Screen                                                             | Instrumentalversionen des Soundtracks zu der Warner Bros.-Produktion Es geschah in einer Nacht. Hinter Pete Kelly verbirgt sich Regisseur und Hauptdarsteller Jack Webb. |
| Pete Kelly & his Big Seven | Pete Kelly’s Blues – From The Warner Bros. Film RCA Victor LPM-1126 / RCA Victor EPB-1126                                                    | 03.09.1955 (EP) | 12     | 2  | Jazz, Stage & Screen                                                             | Instrumentalversionen des Soundtracks zu der Warner Bros.-Produktion Es geschah in einer Nacht. Hinter Pete Kelly verbirgt sich Regisseur und Hauptdarsteller Jack Webb. |
| Hildegard Knef & Don Ameche with Herbert Greene & His Orchestra                                                                         | Silk Stockings – An Original Cast Recording RCA Victor LOC-1016                                                                              | 16.04.1955      | 6      | 9  | Stage & Screen Musical                                                           | Original-Aufnahme der Broadway-Produktion Silk Stockings von Cole Porter, basierend auf der MGM-Produktion Ninotschka (1939) von Ernst Lubitsch. |
| André Kostelanetz & His Orchestra | Meet Andre Kostelanetz Columbia KZ-1 | 01.10.1955      | 13     | 4  | Jazz, Classical Easy Listening                                                   | |
| Mario Lanza with Constantine Callinicos & His Orchestra                                                                                 | Mario Lanza Sings the Hit Songs from “The Student Prince” and Other Great Musical Comedies RCA Victor LM-1837 / RCA Victor ERB-1837          | 01.01.1955      | 48     | 1  | Classical, Stage & Screen Opera                                                  | |
| Mario Lanza with Constantine Callinicos & His Orchestra                                                                                 | Mario Lanza Sings the Hit Songs from “The Student Prince” and Other Great Musical Comedies RCA Victor LM-1837 / RCA Victor ERB-1837          | 01.01.1955 (EP) | 48     | 1  | Classical, Stage & Screen Opera                                                  | |
| Peggy Lee & Ella Fitzgerald with Harold Mooney & His Orchestra                                                                          | Songs from Pete Kelly’s Blues Decca DL-8166 / Decca ED-2269                                                                                  | 17.09.1955      | 10     | 7  | Jazz, Blues, Stage & Screen Big Band, Vocal                                      | |
| Peggy Lee & Ella Fitzgerald with Harold Mooney & His Orchestra                                                                          | Songs from Pete Kelly’s Blues Decca DL-8166 / Decca ED-2269                                                                                  | 17.09.1955 (EP) | 10     | 7  | Jazz, Blues, Stage & Screen Big Band, Vocal                                      | |
| Michel Legrand & His Orchestra | Holiday in Rome Columbia CL-647 / Columbia B-497                                                                                             | 28.05.1955      | 18     | 5  | Jazz Easy Listening                                                              | |
| Michel Legrand & His Orchestra | Holiday in Rome Columbia CL-647 / Columbia B-497                                                                                             | 11.06.1955 (EP) | 2      | 13 | Jazz Easy Listening                                                              | |
| Michel Legrand & His Orchestra | I Love Paris Columbia CL-555 | 19.02.1955      | 24     | 9  | Pop, Folk, World & Country Easy Listening, Instrumental                          | |
| Michel Legrand & His Orchestra | Vienna Holiday Columbia CL-706 | 17.09.1955      | 2      | 13 | Jazz, Classical, Folk, World & Country Romantic, Classical, Folk, Easy Listening | |
| Mantovani & His Orchestra | Christmas Carols London LL-913 | 01.01.1955      | 3      | 6  | Classical                                                                        | |
| Mantovani & His Orchestra | Christmas Carols London LL-913 | 01.01.1955 (EP) | 3      | 10 | Classical                                                                        | |
| Mantovani & His Orchestra | Song Hits from Theatreland London LL-1219 | 09.07.1955      | 12     | 8  | Stage & Screen Musical                                                           | Instrumentalversionen von Songklassikern aus Broadway-Produktionen. |
| Mantovani & His Orchestra | The Music of Rudolf Friml London LL-1150 | 19.02.1955      | 2      | 13 | Jazz, Classical Easy Listening                                                   | |
| Mantovani & His Orchestra | Waltz Time London LL-1094 | 19.03.1955      | 2      | 14 | Pop, Classical                                                                   | |
| Dean Martin with Dick Stabile & His Orchestra                                                                                           | Let Me Go, Lover! Capitol EAP 1-9123 | 08.01.1955 (EP) | 6      | 10 | Pop Vocal                                                                        | Enthält die Songs Let Me Go, Lover!, The Naughty Lady of Shady Lane, Mambo Italiano und That’s All I Want From You. |
| Mary Martin & Cyril Ritchard with Louis Adrian & His Orchestra                                                                          | Peter Pan – An Original Cast Recording RCA Victor LOC-1019 / RCA Victor EOC-1019                                                             | 02.04.1955      | 8      | 4  | Stage & Screen Score, Musical                                                    | Original-Aufnahme der Broadway-Produktion Peter Pan, basierend auf der gleichnamigen Romanfigur von J. M. Barrie. |
| Mary Martin & Cyril Ritchard with Louis Adrian & His Orchestra                                                                          | Peter Pan – An Original Cast Recording RCA Victor LOC-1019 / RCA Victor EOC-1019                                                             | 02.04.1955 (EP) | 10     | 5  | Stage & Screen Score, Musical                                                    | Original-Aufnahme der Broadway-Produktion Peter Pan, basierend auf der gleichnamigen Romanfigur von J. M. Barrie. |
| Billy May & His Orchestra | Sorta-May Capitol T-562 | 05.03.1955      | 6      | 7  | Jazz, Pop Swing                                                                  | |
| The McGuire Sisters | By Request... Coral CRL-56 123 / Coral EC-81 098                                                                                             | 05.03.1955      | 6      | 11 | Pop Vocal                                                                        | |
| The McGuire Sisters | By Request... Coral CRL-56 123 / Coral EC-81 098                                                                                             | 05.02.1955 (EP) | 16     | 2  | Pop Vocal                                                                        | |
| The Melachrino Orchestra | Christmas in High Fidelity RCA Victor LPM-1045                                                                                               | 08.01.1955      | 2      | 10 | Classical                                                                        | |
| The Melachrino Orchestra | Music for Daydreaming RCA Victor LPM-1028 | 01.01.1955      | 3      | 13 | Jazz, Classical Easy Listening                                                   | |
| Ethel Merman, Donald O’Connor, Dan Dailey, Johnnie Ray, Mitzi Gaynor & Dolores Gray with Alfred Newman & the 20th Century-Fox Orchestra | Selections from the Sound Track of Irving Berlin’s "There’s No Business Like Show Business" Decca DL-8081 / Decca ED-828                     | 22.01.1955      | 8      | 6  | Stage & Screen Musical, Soundtrack                                               | Soundtrack zu der 20th Century Fox-Produktion Rhythmus im Blut (1954) von Walter Lang. Der Film erhielt 1955 für die beste Filmmusik (Musical) von Alfred Newman und Lionel Newman eine Oscarnominierung. |
| Ethel Merman, Donald O’Connor, Dan Dailey, Johnnie Ray, Mitzi Gaynor & Dolores Gray with Alfred Newman & the 20th Century-Fox Orchestra | Selections from the Sound Track of Irving Berlin’s "There’s No Business Like Show Business" Decca DL-8081 / Decca ED-828                     | 05.02.1955 (EP) | 4      | 9  | Stage & Screen Musical, Soundtrack                                               | Soundtrack zu der 20th Century Fox-Produktion Rhythmus im Blut (1954) von Walter Lang. Der Film erhielt 1955 für die beste Filmmusik (Musical) von Alfred Newman und Lionel Newman eine Oscarnominierung. |
| Glenn Miller & His Orchestra | Glenn Miller Plays Selections from the Film "The Glenn Miller Story" RCA Victor LPT-3057 / RCA Victor EPBT-3057                              | 01.01.1955      | 21     | 4  | Jazz Big Band, Swing                                                             | |
| Glenn Miller & His Orchestra | Glenn Miller Plays Selections from the Film "The Glenn Miller Story" RCA Victor LPT-3057 / RCA Victor EPBT-3057                              | 01.01.1955 (EP) | 41     | 3  | Jazz Big Band, Swing                                                             | |
| Glenn Miller & His Orchestra | Limited Edition Volume Two RCA Victor LPT-6701 / RCA Victor EPOT-6701                                                                        | 01.01.1955      | 7      | 9  | Jazz Swing, Big Band                                                             | |
| Glenn Miller & His Orchestra | Limited Edition Volume Two RCA Victor LPT-6701 / RCA Victor EPOT-6701                                                                        | 01.01.1955 (EP) | 5      | 11 | Jazz Swing, Big Band                                                             | |
| The Norman Luboff Choir | Songs of the West Columbia CL-657 / Columbia B-2003                                                                                          | 15.10.1955      | 2      | 15 | Folk, World & Country Country, Choral                                            | |
| The Norman Luboff Choir | Songs of the West Columbia CL-657 / Columbia B-2003                                                                                          | 26.11.1955 (EP) | 1      | 14 | Folk, World & Country Country, Choral                                            | |
| Les Paul & Mary Ford | Les and Mary Capitol W-577 / Capitol EBF-577                                                                                                 | 14.05.1955      | 6      | 15 | Pop                                                                              | |
| Les Paul & Mary Ford | Les and Mary Capitol W-577 / Capitol EBF-577                                                                                                 | 28.05.1955 (EP) | 6      | 10 | Pop                                                                              | |
| Les Paul & Mary Ford | Les Paul and Mary Ford Capitol EAP 1-9121 | 01.01.1955 (EP) | 11     | 7  | Folk, World & Country                                                            | Enthält die Songs Mr. Sandman, That’s What I Like, I Need You Now und The Things I Didn’t Do. |
| Ezio Pinza & Walter Slezak | Fanny – Original Cast Recording RCA Victor LOC-1015 / RCA Victor EOC-1015                                                                    | 22.01.1955      | 2      | 7  | Stage & Screen Musical                                                           | Original-Aufnahme der Broadway-Produktion Fanny von Harold Rome, basierend auf der Dramen-Trilogie Marius, César et Fanny (1931) von Marcel Pagnol. |
| Ezio Pinza & Walter Slezak | Fanny – Original Cast Recording RCA Victor LOC-1015 / RCA Victor EOC-1015                                                                    | 22.01.1955 (EP) | 2      | 6  | Stage & Screen Musical                                                           | Original-Aufnahme der Broadway-Produktion Fanny von Harold Rome, basierend auf der Dramen-Trilogie Marius, César et Fanny (1931) von Marcel Pagnol. |
| Jane Powell & Howard Keel with Adolph Deutsch & the MGM Studio Orchestra                                                                | Selections from the Sound Track of the MGM CinemaScope Film "Seven Brides For Seven Brothers" MGM E-244 / MGM X-244                          | 01.01.1955      | 15     | 5  | Stage & Screen Soundtrack, Musical                                               | Soundtrack zu der MGM-Produktion Eine Braut für sieben Brüder (1954) von Stanley Donen. Die Filmmusik von Adolph Deutsch und Saul Chaplin wurde 1955 mit dem Oscar ausgezeichnet. |
| Jane Powell & Howard Keel with Adolph Deutsch & the MGM Studio Orchestra                                                                | Selections from the Sound Track of the MGM CinemaScope Film "Seven Brides For Seven Brothers" MGM E-244 / MGM X-244                          | 01.01.1955 (EP) | 15     | 5  | Stage & Screen Soundtrack, Musical                                               | Soundtrack zu der MGM-Produktion Eine Braut für sieben Brüder (1954) von Stanley Donen. Die Filmmusik von Adolph Deutsch und Saul Chaplin wurde 1955 mit dem Oscar ausgezeichnet. |
| Carmel Quinn | Arthur Godfrey Presents Carmel Quinn in a Collection of Beloved Irish Favorites Columbia CL-629 / Columbia B-491                             | 02.04.1955      | 10     | 4  | Pop, Folk, World & Country Vocal, Celtic                                         | |
| Carmel Quinn | Arthur Godfrey Presents Carmel Quinn in a Collection of Beloved Irish Favorites Columbia CL-629 / Columbia B-491                             | 02.04.1955 (EP) | 10     | 3  | Pop, Folk, World & Country Vocal, Celtic                                         | |
| Don Shirley with Richard Davis (Bassist)                                                                                                | Tonal Expressions Cadence CLP-1001 | 02.04.1955      | 4      | 14 | Jazz                                                                             | |
| Frank Sinatra | Frank Sinatra Sings Songs from his Warner Bros. Picture "Young at Heart" Capitol EAP 1-571                                                   | 08.01.1955 (EP) | 6      | 11 | Pop, Stage & Screen Vocal                                                        | Aus der Warner Bros.-Produktion Man soll nicht mit der Liebe spielen (1955) von Gordon Douglas; enthält die Songs Young at Heart, Someone to Watch over Me, Just One of Those Things und You My Love. |
| Frank Sinatra with Nelson Riddle & His Orchestra                                                                                        | In the Wee Small Hours Capitol W-581 / Capitol EBF-581                                                                                       | 28.05.1955      | 31     | 2  | Jazz, Pop Swing, Ballad, Vocal                                                   | |
| Frank Sinatra with Nelson Riddle & His Orchestra                                                                                        | In the Wee Small Hours Capitol W-581 / Capitol EBF-581                                                                                       | 28.05.1955 (EP) | 27     | 1  | Jazz, Pop Swing, Ballad, Vocal                                                   | |
| Frank Sinatra with Nelson Riddle & His Orchestra                                                                                        | Our Town Capitol EAP 1-673 | 15.10.1955 (EP) | 7      | 2  | Jazz, Pop Vocal, Ballad                                                          | Aus der TV-Episode Our Town der NBC-Anthologieserie Producers’ Showcase (1954–1957); enthält die Songs Our Town, The Impatient Years, Love and Marriage und Look to Our Heart. Love and Marriage wurde ab 1987 als Titelsong für die Sitcom Eine schrecklich nette Familie eingesetzt.                                               |
| Frank Sinatra with Nelson Riddle & His Orchestra                                                                                        | Swing Easy! Capitol H-528 / Capitol EBF-528                                                                                                  | 01.01.1955      | 11     | 8  | Jazz, Pop Big Band, Swing, Vocal                                                 | |
| Frank Sinatra with Nelson Riddle & His Orchestra                                                                                        | Swing Easy! Capitol H-528 / Capitol EBF-528                                                                                                  | 01.01.1955 (EP) | 15     | 6  | Jazz, Pop Big Band, Swing, Vocal                                                 | |
| Mary Stuart with Percy Faith & His Orchestra                                                                                            | Joanne Sings Columbia B-487 | 19.03.1955 (EP) | 4      | 12 | Pop, Folk, World & Country                                                       | Dieses Album enthält Songs, die Mary Stuart als fiktiver TV-Charakter Joanne Gardner in der CBS-Soap Opera Search for Tomorrow! präsentierte, die von 1951 bis 1986 ausgestrahlt wurde. |
| The Three Suns with Marty Gold, Sid Ramin & Orchestra                                                                                   | Soft And Sweet RCA Victor LPM-1041 / RCA Victor EPB-1041                                                                                     | 28.05.1955      | 10     | 13 | Jazz, Pop Easy Listening                                                         | |
| The Three Suns with Marty Gold, Sid Ramin & Orchestra                                                                                   | Soft And Sweet RCA Victor LPM-1041 / RCA Victor EPB-1041                                                                                     | 11.06.1955 (EP) | 6      | 13 | Jazz, Pop Easy Listening                                                         | |
| Various Artists | I Like Jazz! Columbia JZ-1 | 09.07.1955      | 12     | 5  | Jazz, Blues Swing, Cool Jazz, Dixieland, Ragtime, Big Band, Vocal                | |
| Various Artists | Pop Shopper – 12 Complete Selections From RCA Victor’s "Fabulous Fifty-Fifth" Anniversary Release RCA Victor SPL-12-13 / RCA Victor SPC-7-13 | 15.10.1955      | 11     | 9  | Jazz, Pop Easy Listening                                                         | |
| Various Artists | Pop Shopper – 12 Complete Selections From RCA Victor’s "Fabulous Fifty-Fifth" Anniversary Release RCA Victor SPL-12-13 / RCA Victor SPC-7-13 | 15.10.1955 (EP) | 7      | 8  | Jazz, Pop Easy Listening                                                         | |
| Gwen Verdon, Stephen Douglass & Ray Walston with Don Walker & His Orchestra                                                             | Damn Yankees – An Original Cast Recording RCA Victor LOC-1021 / RCA Victor EOC-1021                                                          | 11.06.1955      | 14     | 6  | Stage & Screen Musical                                                           | Originalaufnahme der Broadway-Produktion Damn Yankees (1955), die 1956 als bestes Musical des Jahres mit dem Tony Award ausgezeichnet wurde und in sieben weiteren Kategorien (u. a. Gwen Verdon als beste Hauptdarstellerin und Ray Walston als bester Hauptdarsteller) triumphierte.                                               |
| Gwen Verdon, Stephen Douglass & Ray Walston with Don Walker & His Orchestra                                                             | Damn Yankees – An Original Cast Recording RCA Victor LOC-1021 / RCA Victor EOC-1021                                                          | 11.06.1955 (EP) | 12     | 11 | Stage & Screen Musical                                                           | Originalaufnahme der Broadway-Produktion Damn Yankees (1955), die 1956 als bestes Musical des Jahres mit dem Tony Award ausgezeichnet wurde und in sieben weiteren Kategorien (u. a. Gwen Verdon als beste Hauptdarstellerin und Ray Walston als bester Hauptdarsteller) triumphierte.                                               |
| Paul Weston & His Orchestra | Mood for 12 – Hi-Fi from Hollywood Columbia CL-693                                                                                           | 29.10.1955      | 2      | 15 | Jazz Big Band                                                                    | |